# Былино (Молчановский район)
Бы́лино — упразднённая в 1972 году деревня в Молчановском районе Томской области России. Проживали южные селькупы.

## География
Деревня располагалась на левом берегу Оби примерно в 2,5 км к северо-востоку от деревни Соколовка, куда в основном переехали жители Былина после упразднения населённого пункта.

## История
Исторический населённый пункт южных селькупов (группа тюйкум) — юрты Былины. Коренные жители — селькупы Былины, для которых эта деревня являлась родовой.
В южноселькупском ареале выделяются отдельные поселения и сгустки поселений, где в разные годы происходила концентрация селькупского населения (особенно значительная в середине XIX в.), выше устья Чулыма это Амбарцевы–Былины–Саровские и около пяти прилегающих более мелких поселений. По данным переписи 1859 г. в каждом из этих поселков население было не менее 100–150 человек. До 1930-х гг., т.е. до массовой ссылки в Нарымский край и массовых русско-селькупских брачных предпочтений, выделенные посёлки-юрты реально были местом концентрации селькупской этничности, куда стремились вернуться после многолетних миграционных передвижений по просторам Нарымского края те, кто в них родился.

## Население
В 1859 г. юрты Былины состояли из 16 хозяйств, насчитывали 125 жителей.
В 1897 г.: 29 хозяйств, 149 жителей — 145 селькупов и 4 русских. Населённый пункт относился к Шепецкой инородческой волости.
На 1911 г. в деревне имелось 15 дворов, 110 жителей. Населённый пункт относился к Амбарцевской инородческой волости.
На 1920 г. в д. Былино — 16 дворов, 89 жителей.
На 1926 г. деревня Былино Амбарцевского сельсовета Молчановского района Томского округа Сибирского края насчитывала 19 дворов, 104 жителей.

Решением № 187 Томского облисполкома от 20 июля 1972 г. деревня Былино исключена из учётных данных в связи с выездом жителей в другие населённые пункты.
| 1859 | 1897 | 1911 | 1920 | 1926 | 1939 | 1952 |
| ---- | ---- | ---- | ---- | ---- | ---- | ---- |
| 125  | ↗149 | ↘110 | ↘89  | ↗104 | ↗163 | ↘133 |
| 1959 | 1970 |      |      |      |      |      |
| ↘72  | ↘7   |      |      |      |      |      |